# نولان ۹۵۳۷
سیارک ۹۵۳۷ (به انگلیسی: 9537 Nolan، نامگذاری:1982BM) نه هزار و پانصد و سی و هفتمین سیارک کشف شده‌است که در ۱۸ ژانویه ۱۹۸۲ کشف شد.
قدر مطلق سیارک برابر ۱۳٫۵۰ است.